# توییچ‌کان
توییچ‌کان (به انگلیسی: TwitchCon) یک مراسم گردهمایی برای کاربران پلتفرم وبسایت توییچ است که توسط خود توییچ سازماندهی می‌شود و برای استریمرها و عموم مردم باز است. در این مراسم فرصتی برای استریمرها و محتواسان ایجاد می‌شود تا کیفیت استریم و نام تجاری شان را بهبود ببخشند. توییچ‌کان به بینندگان توییچ اجازه می‌دهد تا با خود استریمرها شخصاً ملاقات کنند، محصولات جدید پیدا کنند و بازی‌های جدید را آزمایش کنند. نخستین گردهمایی در سال ۲۰۱۵ در سان فرانسیسکو برگزار شد و در سال ۲۰۱۹، اولین گردهمایی در اروپا در برلین برگزار شد. توییچ‌کان دو بار در طول سال برگزار می‌شود، یک بار در آمریکای شمالی به مدت سه روز و یک بار در اروپا به مدت دو روز. همه گردهمایی‌ها در آمریکای شمالی در ایالت کالیفرنیا برگزار شده‌اند ولی در اروپا بین کشورها عوض می‌شود.